# Liste der Monuments historiques in Blincourt
Die Liste der Monuments historiques in Blincourt führt die Monuments historiques in der französischen Gemeinde Blincourt auf.

## Liste der Objekte
| Bezeichnung                                   | Beschreibung                       | Standort                 | Kennzeichnung | Schutzstatus | Datum | Bild |
| --------------------------------------------- | ---------------------------------- | ------------------------ | ------------- | ------------ | ----- | ---- |
| Gemälde                                       | 17. Jahrhundert                    | in der Kirche St-Nicolas | PM60005018    | Inscrit      | 2012  |      |
| Tabernakel                                    | Holz, 17. Jahrhundert              | in der Kirche St-Nicolas | PM60003532    | Inscrit      | 1979  |      |
| Grabplatte für Antoine Fortier und seine Frau | Kalkstein, 1610                    | in der Kirche St-Nicolas | PM60000330    | Classé       | 1913  |      |
| Altartuch Moses und die Gesetzestafeln        | Stoff, Anfang des 17. Jahrhunderts | in der Kirche St-Nicolas | PM60000331    | Classé       | 1917  |      |